# Казанский государственный университет имени В. И. Ульянова-Ленина за 125 лет
«Казанский государственный университет имени В. И. Ульянова-Ленина за 125 лет. 1804/05 — 1929/30» — двухтомное историческое исследование М. К. Корбута, опубликованное в 1930 году, главный труд историка. Приурочено к 125-летнему юбилею университета, явилось первым историческим трудом, который охватывал всю тогдашнюю историю Казанского университета. Несмотря на политизированное содержание, полярную трактовку профессорской корпорации как «реакционной», а студенчества как «прогрессивного», труд М. Корбута являлся существенным вкладом в историографию развития российского образования. По мнению А. Литвина, Е. Масловой и А. Сальниковой, история М. Корбута сыграла важную роль в разъяснении советским властям роли и важности классического высшего образования в условиях экспериментов по «политехнизации» высшей школы. После расстрела М. Корбута в 1937 году «Казанский государственный университет им. В. И. Ульянова-Ленина за 125 лет» несколько десятилетий не упоминался в историографии, в том числе в последующих изданиях юбилейных историй.

## История создания
В 1929 году Казанский государственный университет отмечал 125-летие со дня основания. В западной и дореволюционной российской традиции было принято составлять юбилейные истории, в которых подводились определённые итоги деятельности учебного заведения, оценивался вклад его корпорации в просвещение и развитие культуры. А. А. Сальникова и Е. А. Вишленкова рассматривали данный жанр как «университетские саморефлексии», поскольку авторами выступали обычно сами представители данной университетской корпорации. Это был взгляд на историю университета «изнутри». Формально до революции было создано два обобщающих труда в этом жанре — исследования Н. Н. Булича и Н. П. Загоскина, однако они по хронологии охватывали лишь незначительный по времени период университетской жизни после его основания. При этом история Загоскина описывала в четырёх толстых томах период до 1827 года, а Булич написал цикл ярких очерков о первых пятнадцати годах существования университета. То есть М. Корбуту предстояло создать первую сводную университетскую историю, реконструировав её ход вплоть до новой исторической эпохи. Этой работе препятствовало почти полное отсутствие историографической разработки истории Казанского края, слабая изученность российской университетской истории и так далее. Более того, М. К. Корбут не занимался ранее подобной проблематикой.
Перегруженный административной, преподавательской (в двух институтах) и партийной работой в октябре 1928 года учёный обратился в правление университета:

Должен предупредить, что крайне малый промежуток времени, оставшийся до юбилея, и отсутствие какой бы то ни было разработки архивных данных по истории Казанского университета за последние 100 лет не дают мне возможности гарантировать, что «памятка» (таково было рабочее название будущего двухтомника) будет в достаточной степени полна и будет подготовлена к сроку, хотя все мои усилия и знания приложены к тому, чтобы эта «памятка» охватила все наиболее важнейшие моменты в жизни университета и чтобы она вышла из печати в январе 1930 года.
Двоюродная сестра Корбута — Н. А. Магницкая — в своих воспоминаниях выражала удивление, что историк справился с объёмом материала и успел сдать рукопись в срок, без ущерба её качеству. Михаил Ксаверьевич привлёк все книжные ресурсы, имевшиеся в университетской библиотеке, в чём ему помогали директор Н. С. Васильев и библиотекарь Я. А. Соколов. Кроме того, он консультировался со специалистами Восточного педагогического института и Пермского университета, бывшими преподавателями Московского университета, куда выезжал в командировку.
Техническую работу по подготовке рукописи вела супруга автора — Рахиль Вольфовна Корбут. Михаил Ксаверьевич в конце концов потребовал полностью освободить его от административной и преподавательской работы, сохранив полную доцентскую ставку на время работы над книгой. Сначала университетское правление категорически отказало, на что М. К. Корбут ответил ультиматумом, в котором повторил свои требования, дополнив их прикреплением к нему «технического работника» для выписок и перепечаток. По-видимому, правление университета не видело другого специалиста, который в положенные сроки справился бы с заказом, поэтому основные требования были удовлетворены из средств Татарского Совнаркома. Некто В. В. Лобанова была назначена на работу «по переписке материалов к труду доцента Корбута» с соответствующим вознаграждением. Скандалом обернулось требование двухнедельной командировки в Москву для сбора материалов: М. К. Корбут рассчитывал на отпуск дополнительных средств на юбилей. В конечном итоге, командировка состоялась. Несмотря на все трудности и проблемы со здоровьем автора, книга вышла в срок.

## Содержательные особенности
По оценке А. А. Литвина, Е. С. Масловой и А. А. Сальниковой, «впервые в отечественной историографии автор рассказал читателям о существовании университета в условиях нового политического пространства, об условиях жизни университетского сообщества в первое послеоктябрьское десятилетие. Это потребовало не только создания „классовой“ концепции университетской истории, но привлечения новых источников и разработки новых методов их анализа и интерпретации».
Главное назначение юбилейной истории М. К. Корбут видел в рассмотрении эволюции университета как целого, подвергавшегося изменениям и ломкам под воздействием классовой борьбы в стране. Классовая борьба и составляла главный стержень, определявший динамику повествования. Михаилу Ксаверьевичу удалось соединить несочетаемые стили: строго академический и революционно-романтический. Первый том истории включал четыре главы, охватывая события от основания университета в 1804—1805 годы до начала 1860-х годов. Второй том состоял из восьми глав, включая финальную, охватывавшую события первого советского десятилетия. Данная структура отвечала сложившейся в те годы периодизации российской истории (разделительная дата — 1861 год). Изложение событий первого тома шло по царствованиям императоров, во втором — по революционным событиям. Несмотря на политическую ангажированность, в содержательном отношении книга включала множество деталей, описывая структуру управления, систему преподавания, содержание учебного процесса, положение отдельных слоёв студенчества, общественную жизнь. В то же время сам М. Корбут в предисловии отмечал, что не стремился изложить историю факультетов или историю развития науки в Казанском университете. Его интересовали, в первую очередь, те общественно-политические изменения, которые происходили в жизни страны и не могли не отразиться на жизни университета.
Движущей силой университетской истории М. К. Корбут считал студенческое движение. Поэтому происходило сознательное отождествление студенческого движения с историей самого университета. Начало «революционного взрыва», по мысли историка, началось в первые же месяцы 1861—1862 учебного года. Эти события были связаны непосредственно с деятельностью А. П. Щапова, «разбудившего» казанских студентов. В 1870-е годы осуществлялся начальный этап формирования организованного студенческого движения в эпоху революционного народничества. По мысли М. Корбута, в 1880-е годы руководство студенчеством осуществляют революционеры, и после этого университетская масса «перешагивает через головы либеральной профессуры… и, …начинает свой тяжёлый путь борьбы с царизмом». Во время первой русской революции передовая часть казанского студенчества действовала уже организованно. Это не означало несуществования студенческой аристократии, которая продолжала контрреволюционную деятельность даже после 1917 года.
Негативно характеризуя профессуру в массе, М. К. Корбут особое внимание уделял фигурам Н. И. Лобачевского и А. М. Бутлерова, рассматривая их как идеологов. Всю суть взаимоотношений внутри преподавательской части университетской корпорации Корбут в духе социологического упрощения сводил к столкновению «либеральной» и «консервативной» профессуры, боровшейся за влияние в университете. Профессуру и студенчество Корбут рассматривал как антагонистические силы, поскольку студенчество примкнуло к рабочему движению и усилило протестное движение, тогда как профессура сдерживалась «присущей всякому либерализму половинчатостью». Во время Февральской революции совет университета всячески пытался оградить университет от революционных влияний.

## Художественное оформление

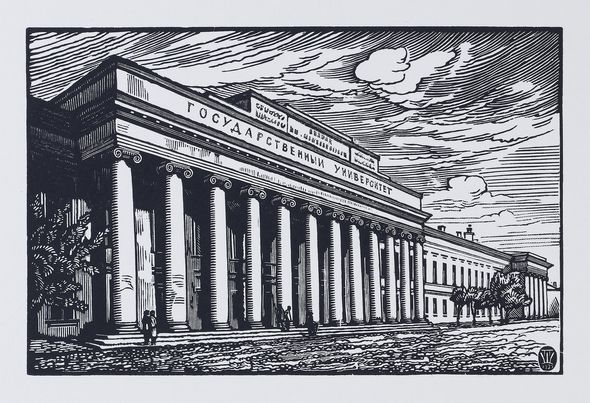
Одна из заставок П. А. Шиллинговского

Художественное оформление книги было заказано П. М. Дульскому (Казань) и П. А. Шиллинговскому (Ленинград). Корбут желал, чтобы оно соответствовало стройности структуры её содержания. По воспоминаниям родных автора, его требования к оформлению казались М. Дульскому завышенными. По словам Е. Ключевской, данный цикл Шиллинговского — не самый большой в его карьере художника, объёмом около 20 графических листов, — оказался и самым малоизвестным в творчестве графика. Отчасти, этому способствовала несчастливая судьба книги, автор которой был обвинён в троцкизме.
Дружба Дульского и Шиллинговского началась ещё со времени совместного обучения в Одесской рисовальной школе. В первой половине 1920-х годов Казань сделалась центром изучения и популяризации творчества художника, первая персональная выставка которого также прошла в столице Татарии. Позднее Шиллинговский создал книжный знак библиотеки Казанского центрального музея. Решение обратиться именно к П. Шиллинговскому, по-видимому, объяснялось тем, что художник в 1929 году находился в Казани по приглашению П. Е. Корнилова, у которого и остановился. За время казанской командировки он исполнил два десятка беглых рисунков (оригиналы ныне в Русском музее), которые стали основой для оформления книги Корбута. Шесть ксилографий по казанским и елабужским мотивам были изданы Центральным музеем Татреспублики в виде почтовых карточек. Шиллинговский также гравировал обложки «Казанского государственного университета…». Общий принцип оформления, предположительно, вырабатывался во время обсуждений с П. Корниловым и П. Дульским, которые были знатоками архитектуры. Работая, Павел Александрович последовал всем канонам книжного искусства, создав фронтисписы обоих томов, заголовки и концовки к главам, гравированные буквицы. Постраничные украшения не являлись в подлинном смысле иллюстративным материалом. Перед читателем разворачивался параллельный текстовому визуальный ряд, превращавший книгу в единственный в 1920-х годах альбом, посвящённый архитектуре казанского университетского городка. Визуальный ряд обеспечивал фон, на котором разворачивались исторические события, описанные в книге.
Работы Шиллинговского были исполнены в классической технике гравюры на дереве, общие принципы которой художник заимствовал у А. Дюрера. Техника основывалась на сочетании линий, чёрных пятен и плоскости бумаги, которая занимала собственное место в общей шкале тонов. Например, заставка с изображением университетского здания в первой главе была вытянута в длину по ширине набора на странице, что позволило, по мнению Е. Ключевской, в полной мере показать лаконизм и строгость колоннад. Клише этой гравюры использовалось и в бланках официальных университетских документов начала 1930-х годов. Буквица этой главы, начинающейся с описания старой Казани, воспроизводила одну из башен Казанского кремля. Заставки ко второй и третьей главам, которые воспроизводили вид Казани и кремля с юго-запада, в будущем стали каноническими в казанской иконографии. Панорама «разворачивала» самые эффектные и узнаваемые доминанты городского пейзажа. Заставка в пятой главе доказывает знакомство П. Шиллинговского с книгой П. Дульского «Памятники казанской старины» 1914 года. Изображая университетскую клинику, художник воспроизвёл неосуществлённый замысел М. Коринфского, поместив свиток с изображением здания среди символов архитектурного ремесла. Концовки глав не имели обрамления, демонстрируя свободу выражения художника. Сюжетами концовок были: купольное здание анатомического театра, изображения лестниц и старых аудиторий. По мнению Е. Ключевской, художественное оформление подчёркивало непреходящую, вневременную сущность памятников архитектуры. Выделялась и шрифтовая обложка, в которой, по словам О. Улемновой, «элегантный шрифт поддерживают изысканные завитки лаконичной виньетки и строгое обрамление, а неуловимое искажение пропорций, сдвинутые
относительно центра симметрии структурные элементы букв, смелые росчерки, выходящие за границы строк, придают ей современное звучание».
Работа над гравюрами для книги М. Корбута знаменовала и новый этап в эстетическом развитии самого П. Шиллинговского. Поездка в Казань 1929 года позволила художнику совместить натурные впечатления и интерпретацию архивных материалов. Начав работать на основе фотографий и документов, пересланных казанскими друзьями, Павел Александрович (по выражению П. Корнилова) придал на основе натуры своим гравюрам «живое дыхание».

## Методология
По мнению А. А. Литвина, Е. С. Масловой и А. А. Сальниковой, в методологическом отношении труд М. К. Корбута был выражением тенденций развития как дореволюционной исторической школы, так и новой советской историографии. С одной стороны, автор постоянно ссылался на труды предшественников, ибо был воспитан в определённой парадигме научного письма и профессиональной этики. Более того, в откровенно просоветском труде его автор иногда мог выразить ностальгию по свободе творческого самовыражения, что не противоречило (по крайней мере, в глазах самого М. Корбута) безапелляционным выражениям, наподобие того, что Казанский университет «…явился лишь одним из составных винтиков грандиозной машины по угнетению народов Волжско-Камского края». Одновременно он мог прямо писать, что в первые годы существования Казанский университет смог потому организоваться и обеспечить высокий уровень подготовки студентов, что напрямую контактировал с западноевропейскими научными центрами. Однако это не было главным в содержании «Казанского государственного университета за 125 лет». Михаил Ксаверьевич стремился доказать своим читателям (особенно руководству и функционерам советской власти), что университет полностью лоялен Советскому Союзу, имеет богатые революционные традиции, более того, является колыбелью революционной деятельности вождя мирового пролетариата В. И. Ленина, именем которого и назван. По утверждению А. А. Литвина, Е. С. Масловой и А. А. Сальниковой, Корбут исполнял и социальный заказ самой университетской корпорации. Финал второго тома подчёркнуто оптимистичен: 125 лет назад университет делил одно помещение с гимназией, а ныне занимает 12 зданий в самом центре города, в которых «непрерывно кипит научно-исследовательская и преподавательская работа». Наука и университет стали достоянием широчайших масс рабочих и крестьян, обеспечивают образовательный и культурный рост коренных поволжских народов, и, в первую очередь, татар. Подобного рода мысли высказывали все авторы воспоминаний или исторических трудов, выпущенных к 125-летнему юбилею университета (например, врач В. И. Разумовский). Это было связано с многочисленными образовательными экспериментами 1920-х годов в рамках концепции «политехнизации» высшей школы. Классический Казанский университет оказался на грани исчезновения, поскольку из его состава были выведены несколько структурных подразделений, сделавшихся самостоятельными вузами, в частности, Казанский медицинский институт. Корбут в этих условиях мог свободнее других своих современников высказываться о прошлом и будущем университета, ибо никогда не поддерживал белого движения, не участвовал в профессорской забастовке 1922 года, был известным партийным работником. Представляя новое поколение, он, по-видимому, был совершенно искренен в своих оценках и мыслях. В этом отношении он критиковал дореволюционный университет за его слишком тесную соподчиненность целям и задачам самодержавного государства, но будущее его видел в «обслуживании интересов» советского государства. В речи, произнесённой М. К. Корбутом 16 мая 1930 года на торжественном акте в честь 125-летия открытия университета, он повторил все важнейшие тезисы своего труда. Главные задачи университетской корпорации — помощь в реконструкции сельского хозяйства и индустриализации, создание национальных пролетарских кадров, эмансипация женщин Востока, одновременная борьба с местным национализмом и русским великодержавным шовинизмом.

## Источниковая база
Основой исследования М. К. Корбута сделались документы, отложившиеся в фондах университета и попечителя
Казанского учебного округа, а также ряд неопубликованных воспоминаний и дневников. Исследователь вообще отказался заново рассматривать источники до 1827 года, исходя из того, что они полностью обработаны Буличем и Загоскиным. У него не было времени продолжать полное перечитывание документов архивов, поэтому он выстроил доступные источники по ценности для решения поставленных им задач. На вершине информационной «пирамиды» были документы университетского Совета, которые он перечитал целиком («страница за страницей, сотни тысяч листов дел»), поскольку они задавали повествовательную канву. М. К. Корбут работал с документами тщательно, никогда не пытаясь выдёргивать факты из контекста (что не отменяло тенденциозности в подборке), подменять сообщения источника или искажать ссылки. Текст перегружен цитатами, часто без комментариев. Второй том «оживил» дневник попечителя Казанского учебного округа П. Д. Шестакова, полученный от его сына — историка С. П. Шестакова. Это был важнейший источник для описания истории отношений университетской корпорации и студенческих движений 1860—1880-х годов. Во втором томе в виде приложения был помещён библиографический указатель литературы, посвящённой Казанскому университету.

## Оценки
Труд М. К. Корбута оказался своевременным и был тепло принят рецензентами, двое из которых назвали книгу «монументальной». Высоко оценили историю и сами университетские представители. В своей актовой речи 17 мая 1930 года председатель Общества археологии, истории и этнографии профессор Н. Н. Фирсов дословно заявил, что двухтомник Корбута «освобождает от многого, что следовало бы сказать, не будь к настоящему сроку готова означенная история». Тогдашний директор КГУ Г. Б. Богаутдинов увидел главное достоинство труда в извлечении «из архивной пыли важнейших эпизодов… университетской жизни», которые «так захватывающе интересны и вместе многозначительны, что, безусловно, будут предметом дальнейших, более углубленных исторических изысканий».
По мере ужесточения сталинского режима в 1930-е годы восторженные отзывы современников по адресу истории Корбута очень быстро сошли на нет. В дневнике С. А. Пионтковского отмечено, что уже в 1931 году труд Корбута стали «прорабатывать как оппортунистическое произведение». В 1937 году Михаил Ксаверьевич был расстрелян как «троцкист», после чего его двухтомник перестал упоминаться. В выпущенной в 1954 году юбилейной истории университета («История Казанского государственного университета им. В. И. Ульянова-Ленина: (Материалы к обсуждению)») двухтомник не упоминался и не цитировался вообще, а сам М. Корбут назван «типичным представителем враждебных элементов, пробравшихся к преподаванию в университете и пытавшихся протаскивать чуждые марксизму концепции и идеи». Несмотря на «оттепельную» реабилитацию, в сводной истории университета 1979 года М. К. Корбут упоминался вскользь, а его труду не было дано никаких оценок.
По словам А. А. Литвина, Е. С. Масловой и А. А. Сальниковой, даже в XXI веке «Историю» М. К. Корбута можно оценить достаточно высоко. В первую очередь значимым двухтомник делает факт, что в нём впервые была полностью отражена история Казанского университета от первого дня его существования. По-видимому, «Казанский государственный университет имени В. И. Ульянова-Ленина за 125 лет» сыграл немалую роль в формировании новых советских представлений о сущности и назначении университета. Не случайно, ещё в 1924 году в статье о рабфаках, М. К. Корбут пытался учить советских функционеров, что такое и чем может стать для власти настоящий советский университет по сравнению «со всякими там Гейдельбергами». Двухтомник «Казанский государственный университет им. В. И. Ульянова-Ленина за 125 лет» занимает ведущее место в научном творчестве М. К. Корбута и является существенным вкладом в историографию высшей школы в России. Равным образом, спустя столетие после публикации книга является и источником по начальному этапу становления советской историографии и методологии исторической науки.

## Издание
- Корбут М. К. Казанский государственный университет им. В. И. Ульянова-Ленина за 125 лет. 1804/05 — 1929/30. — Казань : Издание Казанского университета, 1930. — Т. I. — 211 с.
- Корбут М. К. Казанский государственный университет им. В. И. Ульянова-Ленина за 125 лет. 1804/05 — 1929/30. — Казань : Издание Казанского университета, 1930. — Т. II. — 385 с.